# ولتامتر هافمن

طرح شماتیک یک ولتامتر هافمن

ولتامتر هافمن(به انگلیسی: Hofmann voltameter) وسیله‌ای است برای الکترولیز آب که نخستین بار توسط شیمیدان آلمانی آگوست ویلهلم فون هافمن در سال ۱۸۶۶ اختراع شد. از این وسیله می‌توان برای تولید دو گاز هیدروژن و اکسیژن از دو الکترود کاتد و آند استفاده کرد:
نیم واکنش کاتدی:
{\displaystyle \mathrm {2\ H_{3}O^{+}+2\ e^{-}\longrightarrow \ H_{2}+2\ H_{2}O} }.
نیم واکنش آندی:
{\displaystyle \mathrm {3\ H_{2}O\longrightarrow 2\ H_{3}O^{+}+1/2\ O_{2}+2\ e^{-}} }.
واکنش کلی :
{\displaystyle \mathrm {\ H_{2}O\longrightarrow \ H_{2}+1/2\ O_{2}} }.